# Enrique Amorim
Enrique Amorim (Salto, 25 de juliol de 1900 – Buenos Aires, 30 de juliol de 1960) fou un novel·lista uruguaià de la primera meitat del segle xx, conegut especialment per la seva novel·la La carreta (1929).

## Biografia
Els seus progenitors eren ramaders adinerats, el seu pare d'ascendència portuguesa, mentre que la seva mare, basca. Amorim va viatjar molt per Europa i Amèrica Llatina, coneixent moltes personalitats literàries. Finalment, va establir la seva residència a Salto, la seva ciutat de naixement, en una casa dissenyada per ell basada en els fonaments de Le Corbusier.
Durant els anys 1920, Amorim va escriure per a la revista de tendència política esquerrana Los Pensadores i va publicar amb l'imprenta Claridad. Les dues, la revista i l'imprenta, estaven associades amb el grup esquerrà Boedo. El 1947, Amorim es va unir al Partit Comunista de l'Uruguai.
Gran mistificador —milionari i comunista, homosexual i casat—, Amorim va insinuar que el cos del seu company i amic Federico García Lorca està enterrat sota el monument inaugurat pel poeta espanyol el 1953 a Salto, al nord-oest de l'Uruguai.

## Obra

### Novel·la
- La carreta (1929)
- El paisano Aguilar (1934)
- La edad despareja (1938)
- El caballo y su sombra (1941)
- La luna se hizo con agua (1944)
- El assassino desvelado (1946)
- Feria de farsantes (1952)
- Eva Burgos (1960)

### Conte
- Amorim (1923)
- Horizontes y bocacalles (1926)
- Tráfico (1927)
- La trampa del pajonal (1928)
- Del 1 al 6 (1932)
- La plaza de las carretas (1937)
- Después del temporal (1953)

### Poesia
- Veinte años (1920)
- Visitas al cielo (1929)
- Poemas uruguayos (1935)
- Dos poemas (1940)
- Primero de Mayo (1949)
- Quiero (1954)
- Sonetos de amor en verano (1958)

### Teatre
- La segunda sangre (1950)
- Don Juan 38 (1958)